# North Fond du Lac
North Fond du Lac es una villa ubicada en el condado de Fond du Lac en el estado estadounidense de Wisconsin. En el Censo de 2010 tenía una población de 5.014 habitantes y una densidad poblacional de 903,37 personas por km².

## Geografía
North Fond du Lac se encuentra ubicada en las coordenadas 43°48′40″N 88°29′8″O / 43.81111, -88.48556. Según la Oficina del Censo de los Estados Unidos, North Fond du Lac tiene una superficie total de 5.55 km², de la cual 5.49 km² corresponden a tierra firme y (1.07%) 0.06 km² es agua.

## Demografía
Según el censo de 2010, había 5.014 personas residiendo en North Fond du Lac. La densidad de población era de 903,37 hab./km². De los 5.014 habitantes, North Fond du Lac estaba compuesto por el 94.62% blancos, el 0.66% eran afroamericanos, el 0.42% eran amerindios, el 1.52% eran asiáticos, el 0.02% eran isleños del Pacífico, el 1.76% eran de otras razas y el 1.02% pertenecían a dos o más razas. Del total de la población el 4.27% eran hispanos o latinos de cualquier raza.